# 贾峪镇
贾峪镇，是中华人民共和国河南省郑州市荥阳市下辖的一个乡镇级行政单位。

## 行政区划
贾峪镇下辖以下地区：
贾峪村、上湾村、朱顶村、石碑沟村、大堰村、老邢村、塔山村、梁沟村、南王村、石硼村、李家台村、高河村、龙卧凹村、楚村、岵山村、楼李村、槐林村、双楼郭村、马沟村、祖始村、周垌村、邢村、洞林寺村、鹿村、郭岗村和北沟村。